# Евренос бей хамам
Евренос бей хамам (на гръцки: Λουτρά του Γαζή Εβρενός) е хамам, обществена баня, в град Енидже Вардар, Гърция. Хамамът е известен и като Баня Каяфас (Λουτρά Καϊάφα).
Хамамът на Евренос или на Каяфа са най-старият османски паметник в Енидже Вардар и според традицията са построена от самия Евренос, завоевателя на града. Банята се датира в края на XIV век, след 1390 година и доста преди смъртта на Евренос в 1417 година. Разположена е в западната част на града, на главната улица „Странджа“, южно от Мавзолея на Евренос. Според устни свидетелства баняна е функционирала до началото на XX век. Хамамът е тухлена квадратна постройка с размери 15 m x 18 m. Евлия Челеби в XVII век казва, че хамамът е едно много приятно място за срещи – пищен и украсен с красиви килими. Днес банята е в много лошо състояние – оцеляло е само северното крило на банята без куполите.
В 1990 година хамамът е обявен за паметник на културата.